# Anneliese van der Pol
Anneliese Louise van der Pol (Naaldwijk, 23 september 1984) is een Nederlands-Amerikaanse actrice en zangeres. Nadat ze haar carrière begon in de musicalwereld, kreeg ze de rol van Chelsea Daniels in de Disney Channel-serie That's So Raven en spin-off Raven's Home een rol waarmee ze bekendheid verwierf onder een jonger publiek. Van der Pol heeft als zangeres verschillende opnames gemaakt voor Walt Disney.

## Jonge jaren
Van der Pol werd geboren als dochter van Willem van der Pol, een Nederlander en directeur van Physical Plant op de California State University - Fullerton, en Dyan Ross, een Amerikaanse uit Brooklyn, New York. Ze heeft twee oudere zussen, Rachel en Sarah, en is van Joodse komaf. Het gezin Van der Pol vertrok naar de Verenigde Staten toen Anneliese drie jaar was en ze heeft een dubbele nationaliteit.
In de derde klas van de basisschool Washington Elementary in Bellflower (Californië) begon Van der Pol met toneelspelen en uiteindelijk zou ze slagen aan het Orange County High School of the Arts in de studierichting musicaltheater. Ze speelde Eva Perón in de productie Evita van Buena Park Civic Theatre in 1999 waarvoor ze een positieve recensie van de Los Angeles Times kreeg. Op haar vijftiende was ze een van de jongste actrices in een rol van een professionele productie.

## Carrière
Van der Pol speelde vervolgens "Laurey" in de musical-theaterproductie Oklahoma! in de Musical Theatre Production van Austin (Texas) van 2000 tot 2001. Met haar optreden ontving ze een nominatie van de Austin Critics Table Award voor "Beste Actrice in een Musical". Van der Pol speelde van 2003 tot 2007 de rol van Chelsea Daniels in That's So Raven. Ze was ook aanwezig in de Disney Channel Games als lid van het rode team in 2006. Haar teamleden waren Zac Efron, Kay Panabaker, Dylan Sprouse, Shin Koyamada, en Moisés Arias.
Van der Pol is een sopraan en is getraind in de belting vocal technique. In 2004 nam ze de song "Over it" op voor de film Stuck in the Suburbs van Walt Disney Movie. Haar tweede solo-opname was "A Day in the Sun", een cover van Hilary Duff, die verscheen op het album That's So Raven Too!. Van der Pol is verbonden met verschillende andere muziekproducties van Walt Disney Records, inclusief de songs "Circle of Life" voor de "Special Edition dvd" van The Lion King, "A Dream Is a Wish Your Heart Makes" voor de "Special Edition dvd" van Assepoester en "Candle on the Water" van Pete's Dragon op DisneyMania 4.
Van der Pol speelt vanaf 3 april 2007 de rol van Belle in de musical Belle en het beest op Broadway.

## Overzicht

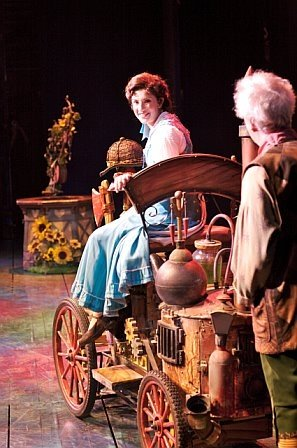
Anneliese van der Pol als Belle in Belle en het beest

### Televisie
| Jaar      | Titel                                                  | Rol                                     |  |
| --------- | ------------------------------------------------------ | --------------------------------------- |  |
| 2006      | Kim Possible                                           | Heather                                 |  |
| 2006      | The Disney Channel Games                               | Zichzelf                                |  |
| 2005      | Disney Channel New Year:'Totally Suite New Year's Eve' | Zichzelf                                |  |
| 2005      | Horror High                                            | Rachael                                 |  |
| 2005-???? | Katbot                                                 | Katbot/Katerina Botenski (stemmen)      |  |
| 2005-2006 | Disney Channel Express Yourself                        | zichzelf (onbekend aantal afleveringen) |  |
| 2003-2007 | That's So Raven                                        | Chelsea Daniels                         |  |
| 2011      | Shake It Up                                            | Ronnie                                  |  |
| 2016-2022 | Raven's home                                           | Chelsea Daniels                         |  |
| 2020      | Bunk'd                                                 | Chelsea Daniels                         |  |

### Films
| Jaar | Film                 | Rol           |
| ---- | -------------------- | ------------- |
| 2006 | Bratz The Movie      | Avery/Evelien |
| 2002 | Divorce: The Musical | Chelsea Weber |
| 2010 | Vampires Suck        | Jennifer      |

### Muziek
| Soundtracks |
| --- |
| Stuck in the Suburbs - Uitgebracht: 13 juli, 2004 - Singles: - Over It                                                                                                |
| That's So Raven Too! - Uitgebracht: 7 maart, 2006 - Singles: - Friends (met Raven-Symoné) - Let's Stick Together (met Raven-Symoné en Kyle Massey) - A Day in the Sun |
| DisneyMania 4 - Uitgebracht: 4 april, 2006 - Singles: - Candle On The Water                                                                                           |

### Theater
| Jaar | Toneelstuk                      | Rol             |
| ---- | ------------------------------- | --------------- |
| 1990 | The Sleeping Beauty Ballet      | Red Riding Hood |
| 1991 | The Glory of Christmas          | Soloist         |
| 1991 | The Sound of Music              | Briggita        |
| 1991 | The Will Rogers Follies         | Mary Rogers     |
| 1996 | Eleanor, An American Love Story | Young Eleanor   |
| 1997 | Catch a Falling Star            | Sheree          |
| 1998 | Murphy's Law                    | Kelly           |
| 1999 | Fiddler on the Roof             | Chava           |
| 1999 | Grease                          | Sandy           |
| 1997 | Beguiled Again                  | Principal       |
| 1999 | Evita                           | Eva Peron       |
| 2000 | Oklahoma!                       | Laurey          |
| 2002 | The Nutcracker                  | Clara           |
| 2002 | Copelia                         | Copelia         |
| 2007 | Beauty and the Beast            | Belle           |